# Invasión
Invasión è un film del 1969 diretto da Hugo Santiago.
La rivista che Irene (Olga Zubarry) compra in edicola dopo undici minuti dall'inizio del film è Neue mode del maggio 1968.

## Trama

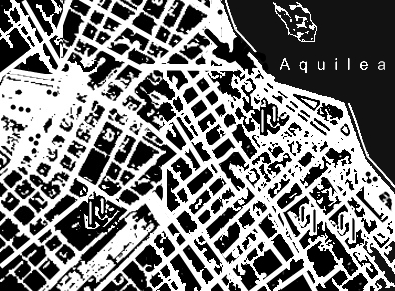
Aquilea

Nel 1957, ad Aquilea, immaginaria città portuale grigia e consumata, dove la gente ama il calcio, bere mate e cantare il tango, Don Porfirio, un anziano signore che vive insieme al proprio gatto Wenceslao N, dirige delle concitate operazioni di resistenza contro misteriosi invasori vestiti di chiaro, che s'infiltrano nella città nell'indifferenza generale. Il suo scopo principale è quello di guadagnare tempo e invia il gruppo di Julián Herrera alla frontiera Nord, per distruggere un camion contenente un trasmettitore.
I membri della resistenza, piccoli borghesi malinconici senza paura della morte e comandati da Herrera, ottengono qualche successo, ma vengono uccisi uno dietro l'altro. Herrera inizia a pensare che la lotta è vana e aspira a una vita normale con la fidanzata Irene, senza sapere che anche lei lavora per Don Porfirio: la sua squadra, quella del Sud, si prepara a prendere il sopravvento.

## Distribuzione
Fu presentato alla Quinzaine des Réalisateurs del 22º Festival di Cannes.